# Rudolf Graber (Bischof)
Rudolf Graber (* 13. September 1903 in Bayreuth; † 31. Januar 1992 in Regensburg) war ein deutscher Theologe und römisch-katholischer Bischof von Regensburg.

## Leben

### Werdegang
Rudolf Graber wurde als Sohn von Theresia Graber und des Justizbeamten Adam Graber geboren und wuchs ab 1904 in Nürnberg auf. Er besuchte das Neue Gymnasium Nürnberg und trat nach seinem Abitur, das er mit Auszeichnung ablegte, im Jahre 1922 in das Priesterseminar Collegium Willibaldinum in Eichstätt ein und studierte dort Philosophie. Das Theologiestudium absolvierte er als Alumne des Canisianums in Innsbruck an der Universität Innsbruck. Die Priesterweihe empfing Graber mit 22 Jahren am 1. August 1926 in der Abteikirche Plankstetten durch den Eichstätter Bischof, Johannes Leo von Mergel. Im selben Jahr trat er als Alumne in das Priesterkolleg Santa Maria dell’Anima in Rom ein und wurde 1929 am Päpstlichen Institut Angelicum zum Dr. theol. promoviert.
Während seiner Studienzeit in Rom wurde Rudolf Graber Mitglied des Dritten Ordens der Dominikaner.
1929 kehrte er in seine Heimatdiözese Eichstätt zurück und wurde im Mai 1929 Lehrer für Religion und Latein an der staatlichen Realschule in Neumarkt in der Oberpfalz. Bischof Johannes Leo von Mergel unterstützte Grabers Anstellung, besoldete den Lateinunterricht und ernannte ihn zudem zum Provisor des dortigen Pfarrbenefiziums in der Jugendseelsorge. Nach der Machtübernahme durch die Nationalsozialisten ordnete der kommissarische NSDAP-Bürgermeister an, dass der Lateinunterricht an der Schule zukünftig von einem arbeitslosen Studienassessor gehalten werden soll. Nachdem dies zum 1. Mai 1933 geschah, betrat Graber „die Schule nur noch mit großem Widerwillen“. Seine daraus resultierende „übergroße, kaum zu rechtfertigende Zurückhaltung“ im Unterricht und selbst in der religiösen Betreuung führte zur Kündigung durch den Schuldirektor zum Ende Juli 1933. Von Februar 1931 bis Dezember 1933 amtierte Graber als „Geistlicher Leiter“ des Donaugaus der katholischen Jugendorganisation Bund Neudeutschland. Von 1932 bis 1933 hatte er zudem die Stelle des „geistlichen Bundesleiters“ im Älteren-Bund des Bund Neudeutschland inne.

### Wirken in der Zeit des Nationalsozialismus
Auf dem Donaugautag des Bund Neudeutschland im Juni 1933 hielt Graber als geistlicher Leiter der Veranstaltung die Rede Deutsche Sendung. Zur Idee und Geschichte des Sacrum Imperium (= „Heiliges Römisches Reich“). In der Rede pries er die Deutschen als „auserwähltes Volk im Kampf gegen das Judentum“ und verklärte Adolf Hitler als „Retter, Vater und irdischer Heiland“. Zudem finden sich in dieser Rede antisemitische und völkische Stellen, in denen Graber den „Kampf gegen das Judentum“ als „instinktive Abneigung des ganzen deutschen Volkes“ bezeichnet und anschließend die rhetorische Frage stellt, „warum das verworfene Israel die Welt beherrschen solle und nicht das Volk der Mitte“. Für dieses Volk sei nun das „dritte Reich die Rettung des Abendlandes vor dem Chaos des Bolschewismus, asiatischer Barbarei“.
Im September 1933 ernannte ihn der Bischof von Eichstätt, Konrad Graf von Preysing, zum Expositus von Wasserzell bei Eichstätt. Seitdem war Graber auch als Religionslehrer am dortigen Gymnasium und am Lehrerseminar tätig. Im September 1934 trat Graber der Nationalsozialistischen Volkswohlfahrt (NSV) bei, die im Zuge der Gleichschaltung mit dem Verbot der Arbeiterwohlfahrt die Wohlfahrt als Staatsorganisation übernahm.
Graber hatte seit 1937 einen Lehrauftrag für Aszetik und Mystik als Dozent am Priesterseminar Eichstätt. 1939 wurde er zum Domprediger am Dom zu Eichstätt ernannt.
1941 wurde Graber, der weiterhin seine Pfarrstelle innehatte, zunächst zum außerordentlichen Professor für Kirchengeschichte und Patrologie ernannt. Am 25. August 1941 erfolgte die Ernennung zum außerordentlicher Professor für Fundamentaltheologie, Aszetik und Mystik an der Katholischen Hochschule Eichstätt.

### Professur in Eichstätt (1946–1962)
Nach Kriegsende wurde Rudolf Graber am 24. Dezember 1946 an der Philosophisch-Theologischen Hochschule Eichstätt zum Ordinarius für Fundamentaltheologie und Kirchengeschichte sowie Aszetik und Mystik ernannt. Von 1957 bis 1962 war er Schriftführer der marianischen Zeitschrift Bote von Fatima; der marianischen Bewegung war er seit Jugendtagen verbunden.

### Bischof von Regensburg

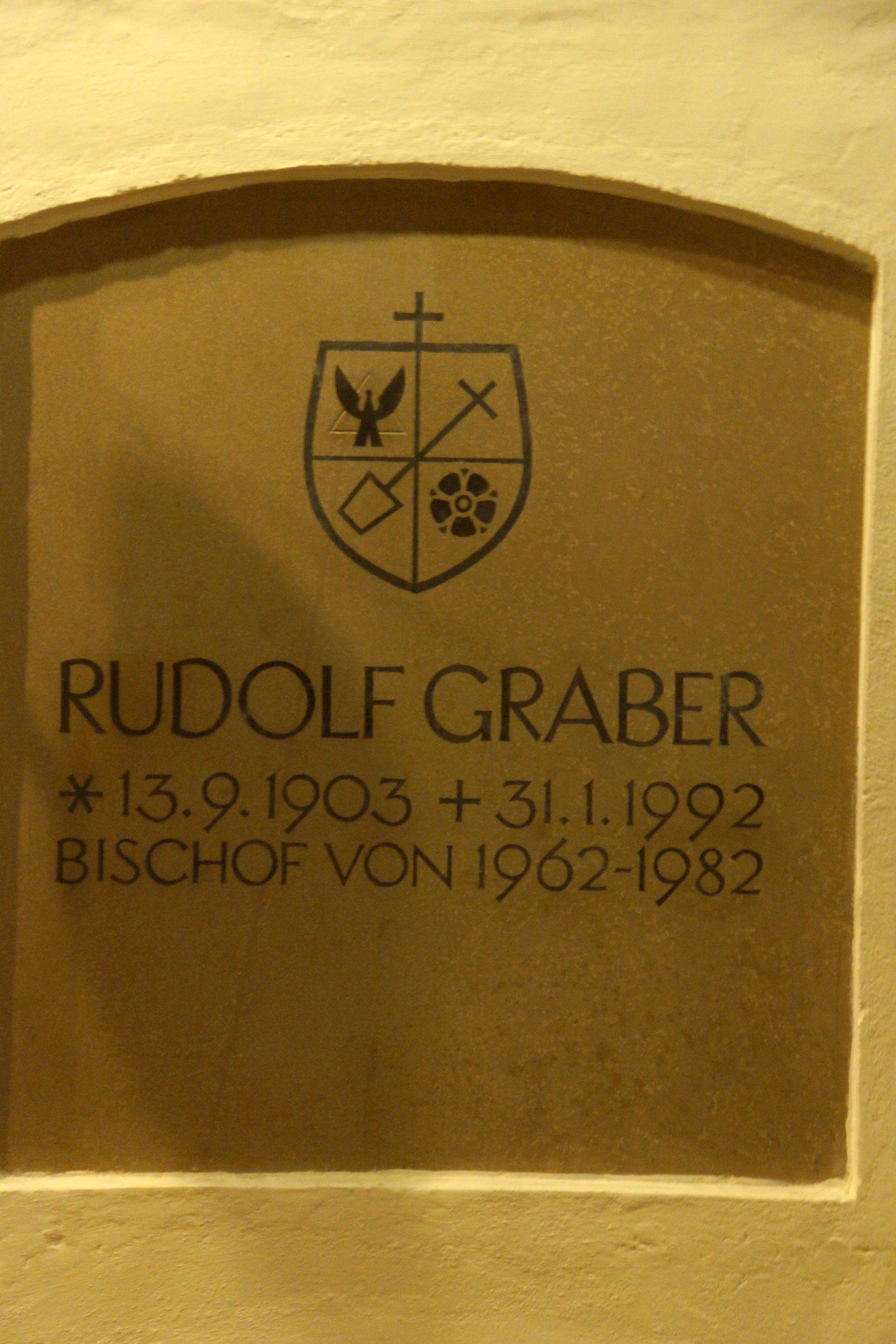
Grab in der Krypta des Regensburger Doms

Papst Johannes XXIII. ernannte ihn am 28. März 1962 zum Bischof von Regensburg. Die Bischofsweihe spendete ihm der Erzbischof von München und Freising Julius Döpfner am 2. Juni 1962 im Regensburger Dom. Mitkonsekratoren waren der Bischof von Eichstätt Joseph Schröffer sowie der Regensburger Weihbischof Josef Hiltl. Sein Wahlspruch lautete „In Liebe dienen“. Graber war Konzilsvater und Teilnehmer aller vier Sitzungsperioden des Zweiten Vatikanischen Konzils.
Ein Jahr nach der Gründung der Universität Regensburg im Jahre 1967 wurde unter der lehramtlichen Führung von Bischof Graber ein eigentlich für Judaistik geplanter Lehrstuhl in einen weiteren für katholische Dogmatik umgewandelt und Joseph Ratzinger angeboten, der von Tübingen wechselte und diesen dann im Herbst 1969 auch annahm.
Als Bischof von Regensburg unterstützte Graber das Engelwerk, unter anderem durch die Anerkennung von dessen Priesterbruderschaft im Bistum Regensburg. Im Jahr 1972 brach er seine Verbindungen zum Engelwerk jedoch ab. 1973 sorgte er für Aufsehen, als er das ihm angetragene Bundesverdienstkreuz der Bundesrepublik Deutschland wegen des veränderten Abtreibungsparagraphen § 218 StGB ablehnte.
1977 war Graber einer der beiden Mitkonsekratoren bei der Bischofsweihe von Joseph Ratzinger in München. Im selben Jahr verweigerte er Paul Zulehner das Placet für die Übernahme eines Lehrstuhls an der Theologischen Fakultät in Regensburg.
Seinem Rücktrittsgesuch wurde durch Papst Johannes Paul II. am 14. September 1981 stattgegeben. Das Bistum Regensburg leitete er bis zur Amtsübernahme durch Manfred Müller 1982 als Apostolischer Administrator.
Graber hat mehr als 1200 Artikel und wissenschaftliche Arbeiten veröffentlicht. Bischof Graber galt seinen Gegnern als „Rechtsaußen“ in der Deutschen Bischofskonferenz, er war ein glühender Anhänger der Marienerscheinungen von Fatima und gleichzeitig ein aufgeschlossener Pionier des ökumenischen Gesprächs mit den orthodoxen Kirchen.

### Bischof Graber und dieDeggendorfer Gnad
Nachdem Rudolf Graber zum Bischof von Regensburg berufen worden war, musste er im Oktober 1962 zur alljährlichen Eröffnung der sogenannten Deggendorfer Gnad Stellung beziehen. Bei der „Gnad“ handelte es sich um eine sogenannte Hostienwallfahrt, die auf einer mittelalterlich-judenfeindlichen Hostienfrevel-Legende beruht. Die „Gnad“ stand seit dem Ende des 19. Jahrhunderts in nationaler und internationaler Kritik, die auf die Einstellung der Wallfahrt drängte. Graber verurteilte in seiner damaligen Deggendorfer Predigt vom 3. Oktober 1962 einerseits die grausamen Judenverfolgungen seit dem Mittelalter. Die Wallfahrt aber, so Graber, diene nicht der Verherrlichung des Judenmordes und „deshalb werden wir nie und nimmer einigen Artikel- und Briefschreibern zulieb die Deggendorfer Gnad einstellen.“ Anstelle der Einstellung betonte Bischof Graber, dass die Deggendorfer Gnad schon immer eine „eucharistische Veranstaltung“ gewesen sei, die zukünftig darüber hinaus Sühne leisten solle für all die Verbrechen, „die unser Volk begangen hat, im frühen Mittelalter, im späten Mittelalter […] vor allem in der jüngsten Vergangenheit.“
Die Kritik an der fortbestehenden Wallfahrt war mit dieser Umbenennung nicht beendet und konzentrierte sich in der Folge zunehmend auf den für Deggendorf zuständigen Diözesanbischof Graber, der sich nach einer Aufforderung weigerte, „die historische Widerlegung der Hostienanschuldigung“ öffentlich bekannt zu geben. In der Folge griff auch der Deutsche Koordinierungsrat der Gesellschaften für Christlich-Jüdische Zusammenarbeit (DKR) in die Debatte ein und verschärfte die Kritik an Graber. So thematisierte der DKR-Vorstand Grabers o. g Artikel „Deutsche Sendung“ („Werkblättern“, 1933/34) als „offenkundig antisemitische Äußerung“ und verlangte von Graber eine schriftliche Distanzierung – „expressis verbis“. Graber antwortete, es sei höchst unfair, die 34 Jahre zurückliegende Vergangenheit auszugraben, und gab an, dass die Schriftleitung der „Werkblätter“ seinen Beitrag ohne sein Wissen überarbeitet habe. Des Weiteren forderte Graber eine Rücknahme der Anschuldigungen und drohte mit „weiteren Schritten“ gegen den Vorstand des DKR. Es kam jedoch weder zu einer Rücknahme der Anschuldigungen noch zu den angekündigten weiteren Schritten.
Im Herbst 1991 wurde die Hostienfrevellegende, die der Deggendorfer Gnad zugrunde liegt, von Andreas Angerstorfer im Rundbrief der Regensburger Gesellschaft für Christlich-Jüdische Zusammenarbeit als „handfeste religiöse und politische Lüge, die Antijudaismus produzierte“, bezeichnet.
Erst nach dem Tod Grabers und nach Abschluss der einschlägigen Doktorarbeit des Kirchenhistorikers Manfred Eder, die von der katholischen Fakultät der Universität Regensburg betreut wurde, hat Bischof Manfred Müller, der Nachfolger Grabers, die Deggendorfer Gnad im März 1992 eingestellt.

## Historische Bewertung von Grabers Verhalten im Nationalsozialismus
Grabers Position und weiteres Handeln in der Zeit des Nationalsozialismus ist umstritten.
Nachdem das Magazin Der Spiegel 1969 Grabers politisches Verhalten und den Vortrag „Deutsche Sendung“ (1933) thematisierte, wurde dieser auch in der Reihe Theologisches Forum – Texte für den Religionsunterricht als Beispiel für die problematische Verbindung von katholischer Kirche und nationalsozialistischem Antisemitismus dokumentiert.
In einer Überblicksdarstellung, die das Wirken von katholischen Theologen in der Zeit des Nationalsozialismus behandelt, wird Grabers Theologie (um 1933) als ideologischer Ansatz gewertet, „der mit dem christlichen Glauben nichts mehr gemein habe“.
Eine neuere Untersuchung, die u. a. Grabers Vortrag Deutsche Sendung (1933) analysiert, kommt zu dem Ergebnis, Rudolf Graber habe als geistlicher Leiter der Organisation Bund Neudeutschland eine katholische „Reichs-Theologie“ erarbeitet und verbreitet, in der christliche Judenfeindschaft mit antisemitischer Volkstums-Ideologie verschmolzen wird. Zudem habe Graber nach dem Ende des NS-Regimes nicht zu seinem antisemitischen Wirken im NS-Staat gestanden. Auch nach 1945 seien Kontinuitäten dieses Denkens bei Graber zu erkennen, so in einem Vortrag von 1957, als er vom „Untergang des Abendlandes“ sprach, wenn es „biologisch, blutmäßig, von neuen unverbrauchten Völkern durchsetzt und in Besitz genommen wird“, oder in einer Vorlesung an der Universität Regensburg, als er das Leben und Werk Karl Adams würdigte, ohne auf dessen Verstrickung in die NS-Ideologie einzugehen.
Die Darstellung des Bistums Regensburg hingegen betont Grabers eindeutige Ablehnung des Nationalsozialismus. Kardinal Joseph Ratzinger vertrat die Ansicht, Graber habe „wie nur ganz wenige“ gegen „den Ungeist des Dritten Reichs“ standgehalten.

## Mitgliedschaften
- Mitglied der Heiligen Kongregation für Heiligsprechungsprozesse
- Mitglied des Ständigen Komitees für internationale Mariologische Kongresse
- Mitglied der Theologischen Sektion der Päpstlichen Akademie des hl. Thomas von Aquin (1966)
- Mitglied der Ökumene-Kommission der Deutschen Bischofskonferenz
- Magistralritter des Souveränen Malteserordens
- Großkreuzritter des Ritterordens vom Heiligen Grab zu Jerusalem

## Ehrungen und Auszeichnungen
- Bischöflicher Geistlicher Rat des Bistums Eichstätt
- Bayerischer Verdienstorden (1963)
- Bezirksmedaille des Bezirkstages der Oberpfalz
- Ehrenmitgliedschaft ader Päpstlichen Internationalen Marianischen Akademie Rom (1972)
- Albertus-Magnus-Medaille der Stadt Regensburg (1976) und Goldene Bürgermedaille der Stadt Regensburg (1978)
- „Order of Sikatuna“ (Rank of Maginoo) des Staatsorden der Philippinen
- Magistralritterkreuz des Malteserordens
- Großkreuz des Ordens des Heiligen Georg und Heiligen Konstantin
- Ehrenritter des Deutschherrenordens
- Bundesverdienstkreuz der Bundesrepublik Deutschland (1973; Ablehnung im Zusammenhang mit der Änderung des § 218)
- Ehrendoktorwürde der Katholisch-Theologischen Fakultät der Universität Regensburg (1976)
- Titel eines päpstlichen Thronassistenten durch Papst Johannes Paul II. (1983)

## Veröffentlichungen (Auswahl)

### Publikationen in Buchform
- Die dogmatischen Grundlagen der katholischen Aktion. 1932.
- Jesus Christus heute und in Ewigkeit. 1935.
- Die Gaben des heiligen Geistes, Verlag Friedrich Pustet, Regensburg 1936.
- Christus in seinen heiligen Sakramenten, Verlag Kösel-Pustet, München 1937; 2. Auflage 1940 (auch in französischer Sprache erschienen).
- Maria im Gottgeheimnis der Schöpfung. 1940.
- Ewige Wahrheit. 1940.
- Die letzten Dinge der Welt. 2. Auflage 1948.
- Die Frohbotschaft vom sakramentalen Leben. 1941.
- Siehe, ich mache alles neu. 2. Auflage, unter dem Titel Advent des Christentums 1948
- Vollendung der Welt in der Endzeit. 1946.
- Der Gekreuzigte und Auferstandene spricht. 1948.
- Begegnungen mit Christus. 1948.
- Das Herz des Erlösers. 1949.
- Der Kreuzweg des Herrn. 1950.
- Aus der Kraft des Glaubens. 1950.
- An den Quellen des Heils. 1951.
- Maria assumpta, Girnth 1951.
- Die marianischen Weltrundschreiben der Päpste in den letzten hundert Jahren. 2. Auflage. Echter-Verlag Würzburg 1954.
- Maria in der Zeitenwende. 1954.
- Komm Heiliger Geist. 1956.
- Längst hätten wir uns bekehren müssen. Die Reden des Photius beim Russenangriff auf Konstantinopel 860. 1960.
- Für das Leben der Welt. 1960.
- Die Herz-Jesu-Verehrung in der Krise der Gegenwart. Johann Michael Sailer Verlag, 1962.
- Athanasius und die Kireche unsere Zeit. 1973.
- Maria. Jungfrau – Mutter – Königin. 1976; 2. Auflage: Verlag Wort und Werk, Sankt Augustin 1980, ISBN 3-8050-0047-2.
- Die Geheimnisse des Rosenkranzes. Echter-Verlag, Würzburg 1976.
- Athanasius und die Kirche unserer Zeit – zu seinem 1600. Todestag. Kral-Verlag, Berndorf 1990.

### Beiträge in Sammelwerken
- Domkapitel Regensburg (Hrsg.): Verkünde das Wort – Predigten Ansprachen Vorträge, Regensburg, 1968.
- Liebe, lässt nicht schweigen. Predigten – Ansprache – Vorträge. Veröffentlicht vom Bischöflichen Domkapitel Regensburg als Ehrengabe zum 70. Geburtstag des Diözesanbischofs. Friedrich Pustet, Regensburg 1973, ISBN 3-7917-0373-0.
- Froher Glaube. Predigten, Ansprachen, Vorträge. Veröffentlicht vom Bischöflichen Domkapitel Regensburg als Ehrengabe zum Goldenen PriesterJubiläum des Diözesanbischofs. Friedrich Pustet, 1976, ISBN 3-7917-0465-6.
- Stärke deine Brüder: Predigten, Ansprachen, Vorträge. Veröffentlicht vom Bischöflichen Domkapitel Regensburg als Ehrengabe zum 75. Geburtstag des Diözesanbischofs. Friedrich Pustet, Regensburg 1978, ISBN 3-7917-0558-X.
- Die Wahrheit lehren und leben. Predigten und Ansprachen zu Schulfragen. Verlag Josef Kral, Abensberg 1979.
- Bewahre Jesu Christi Heiliges Erbe. Predigten – Ansprachen – Vorträge, Regensburg 1980, ISBN 3-7917-0669-1.

### Zeitschriftenartikel
- Deutsche Sendung – Zur Idee und Geschichte des Sacrum Imperium, Teil I in: Neudeutschland-Älterenbund (Hrsg.): Werkblätter, 6. Jg., Heft 7/8, 1933, S. 169–176; Teil II, in: Werkblätter, 6. Jg., Heft 9/10, 1933/1934, S. 232–243.

### Vorträge (Auswahl)
- Karl Adam (1876–1966) zum 100. Geburtstag (Gastvorlesung anlässlich der Verleihung der theologischen Ehrendoktorwürde für Bf. Graber am 23. Juni 1976 Universität Regensburg), 1976